# Coua caerulea
Il cua blu o cua azzurro (Coua caerulea Linnaeus, 1766) è un uccello della famiglia Cuculidae.

## Distribuzione e habitat
Questo uccello è endemico del Madagascar.

## Tassonomia
Coua caerulea non ha sottospecie, è monotipico.